# Scuola del Santo
La Scuola del Santo ou Scoletta était le siège de l'archiconfrérie de saint Antoine de Padoue. Il surplombe le cimetière de la basilique Saint-Antoine de Padoue, à côté de l'Oratoire Saint-Georges. 
La Confrérie a construit la Scoletta en 1427 et elle a été agrandie en 1504 avec la Sala Priorale (salle du Prieur) décorée d'un cycle de quinze fresques et de trois toiles réalisées par le jeune Titien entre 1510 et 1511,  Le Miracle du nouveau-né, Le Miracle du pied guéri et Le Miracle du mari jaloux. Les trois grandes fresques ont été réalisées  entre avril et décembre 1511 dans la salle principale de la Scuola del Santo,. 

## Histoire
L’archiconfrérie a commencé son activité quelques années après la mort de saint Antoine de Padoue et s'est rapidement développée. Au XIIIe siècle, les frères ont utilisé la « Sala del Capitolo » comme salle de réunion, puis la « Cappella della Madonna Mora ». Au XVe siècle, un nouveau bâtiment est réalisé  sur les bords du cimetière de la basilique. 
La « Scuola  » se compose désormais de l'église au rez-de-chaussée (1427-1431) et de la salle de réunion à l'étage (1504). À gauche de l'entrée de l'église se trouve la pierre tombale néoclassique en marbre de Gasparo Gozzi, décédé en 1786, sculptée par Giuseppe Petrelli en 1834. Les papes visitant Padoue ont béni la foule depuis la loggia de l'église donnant sur la Piazza del Santo, notamment les papes Pie VI en 1782, Pie VII en 1800 et Jean-Paul II en 1982. 
En 1736, l'architecte Giovanni Gloria fait construire un petit bâtiment reliant la « Scuola  » à l'oratoire par un escalier. Sur le palier figure une détrempe  sur panneau du XVe siècle en mauvais état, réalisé par un artiste inconnu, montrant Saint Antoine écrivant. La « Sala priorale » possède un plafond à caissons de Giovanni Cavalieri, peint par Domenico Bottazzo entre 1506 et 1510 et dont les armoiries et les caissons sont de Girolamo da Piacenza. Des cadres en bois doré entourent les scènes peintes.

## Liste des œuvres
Mur nord, sens inverse aiguilles :
1. Titien, Le Miracle du nouveau-né ( 1511 )
2. Francesco Vecellio (attribué à), Saint Antoine retrouve le cœur de l'usurier dans le coffre-fort (1512).
3. Girolamo Tessari (attribué à), La Mule se prosternant devant le Saint Sacrement (1515)
4. Filippo da Verona, Saint Antoine apparaît au bienheureux Luca Belludi, prêchant la libération immédiate de Padoue de la tyrannie d'Ezzelino
5. Girolamo Tessari, Transit de saint Antoine (1513).
6. Bartolomeo Cincani, Reconnaissance canonique de la dépouille de saint Antoine (1512).
7. Gerolamo Tessari, Miracle du récipient en verre.
8. Giovanni Antonio Requesta dit « il Corona  », Saint Antoine affronte le tyran  Ezzelino à Vérone (1510-1511).
9. Domenico Campagnola, Saint Antoine et  Saint François (1533). Vierge à l'Enfant, terre cuite polychrome de Briosco.
10. Giovanni Antonio Requesta, Saint Antoine atteint Padoue, où il apporte la paix parmi les citoyens par la force et la douceur de sa prédication.
11. Titien, Miracle du mari jaloux (l'homme pénitent est à droite, à genoux aux pieds du saint) (1511).
12. Titien, Miracle du pied guéri (1511).
13. Gerolamo Tessari (attribué à), Saint Antoine ressuscite un enfant tombé dans l'eau bouillante (1524).
14. Bartolomeo Cincani (attribué à), Résurrection d'un jeune homme assassiné pour avoir attesté l'innocence du père du saint (XVIe siècle).
15. Antonio Buttafuoco, Mort de saint Antoine (1775).
16. Domenico Campagnola (attribué à), Résurrection d'une fille noyée, (XVIe siècle).
17. Giovan Maria Frangipane (attribué à), Saint Antoine ressuscite un enfant  (1511).
18. Francesco Vecellio, frère du Titien (attribué à), Nicola da Stra, gardien de l'Archiconfrérie, distribuant du pain béni[3].

## Images

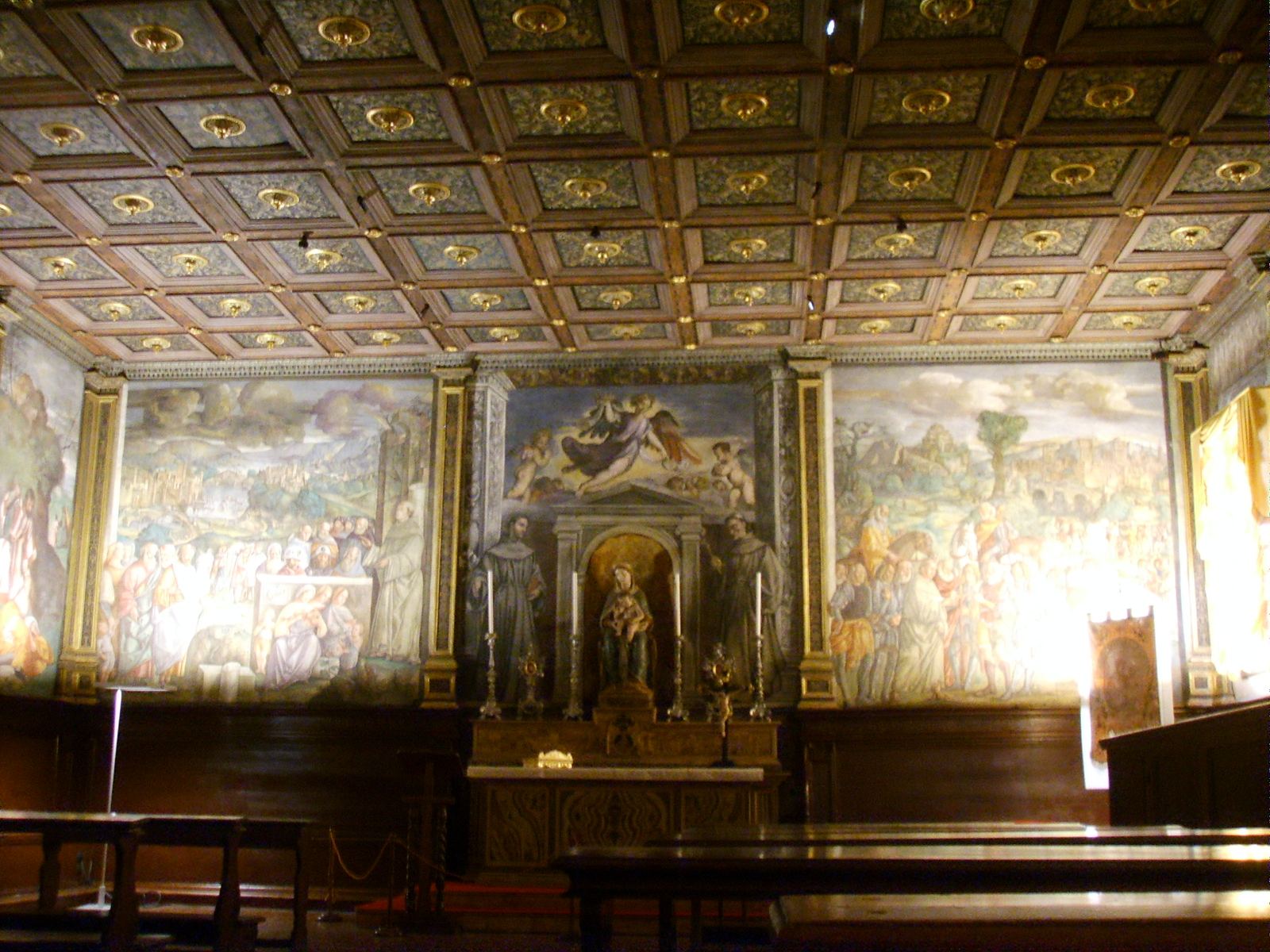
Intérieur de la Scuola del Santo, la sala delle adunanze.
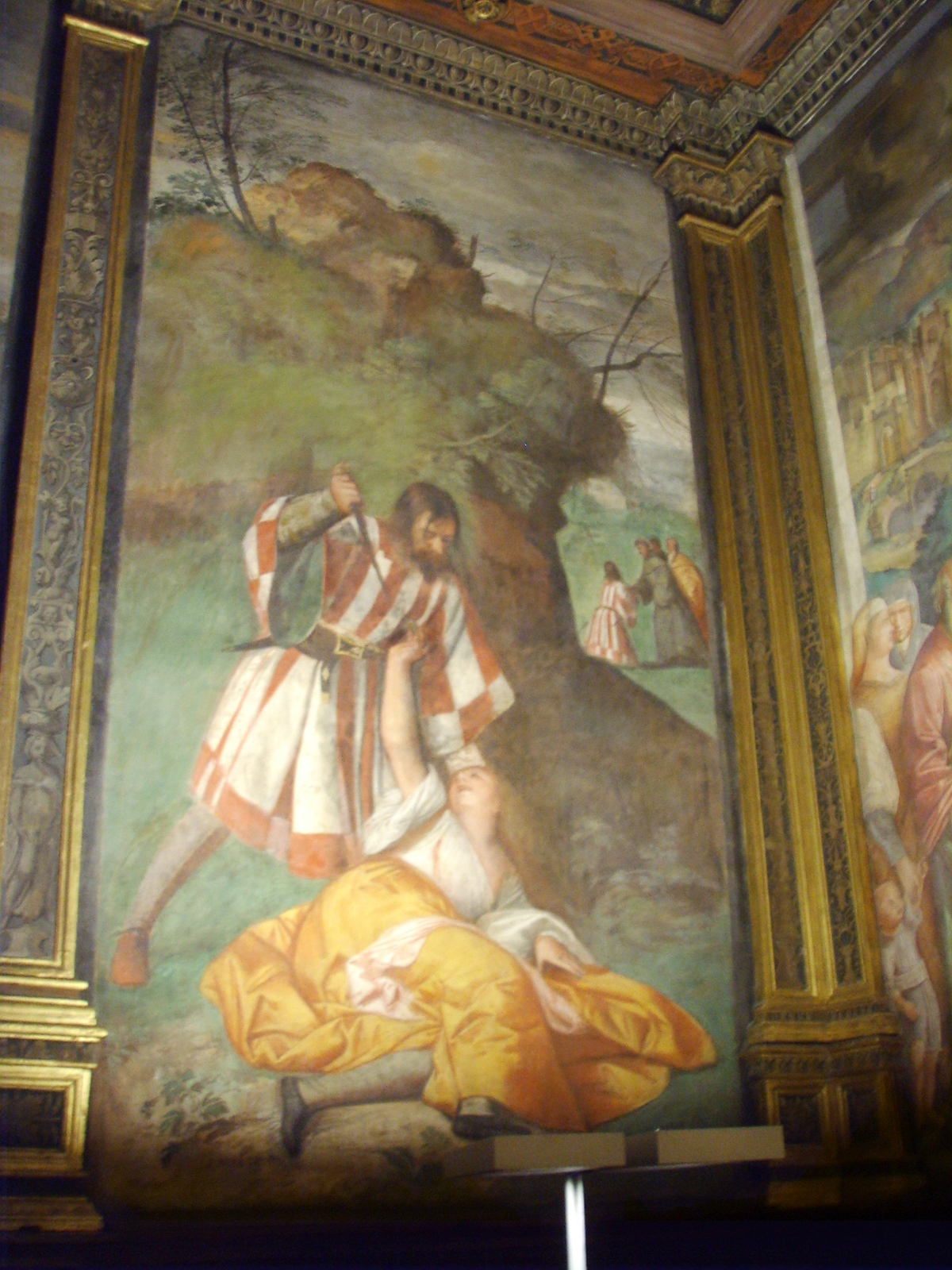
Titien, Le Miracle du mari jaloux .
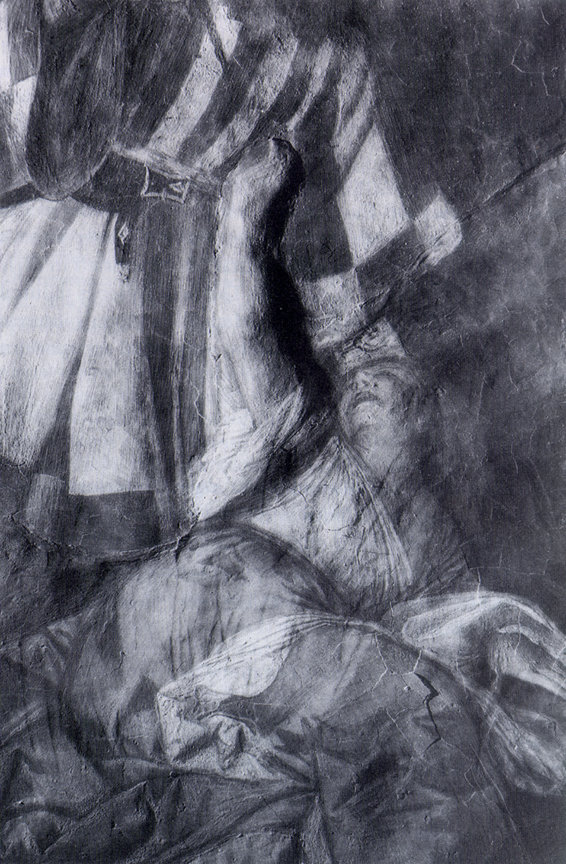
Le Miracle du mari jaloux, 1511, détail sous lumière rasante, photographié par Ana et Sergio Rossetti Morosini 1992, Padoue.
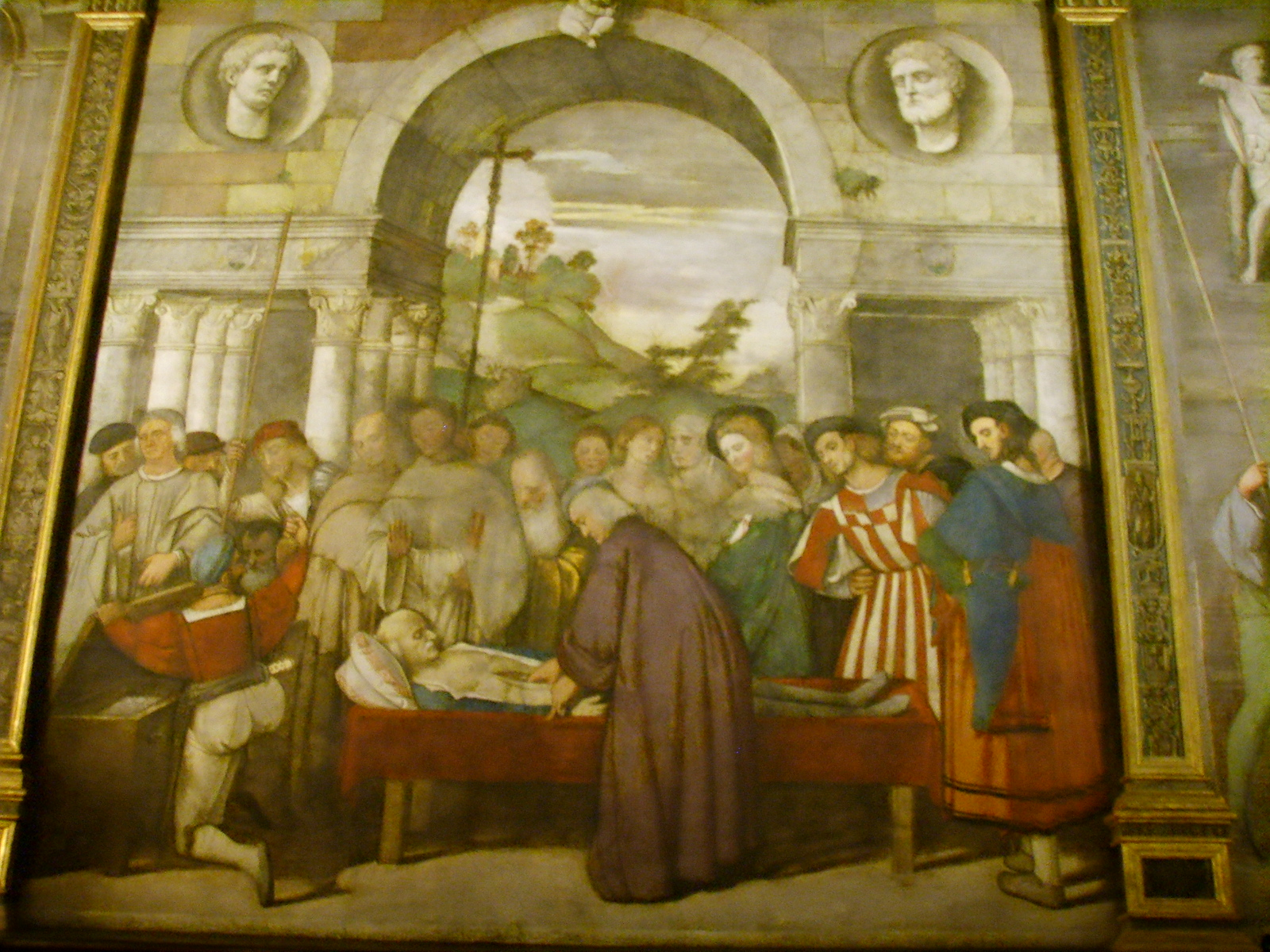
Francesco Vecellio (attribué à), Saint Antoine de Padoue trouvant le cœur de l'usurier dans le coffre-fort.
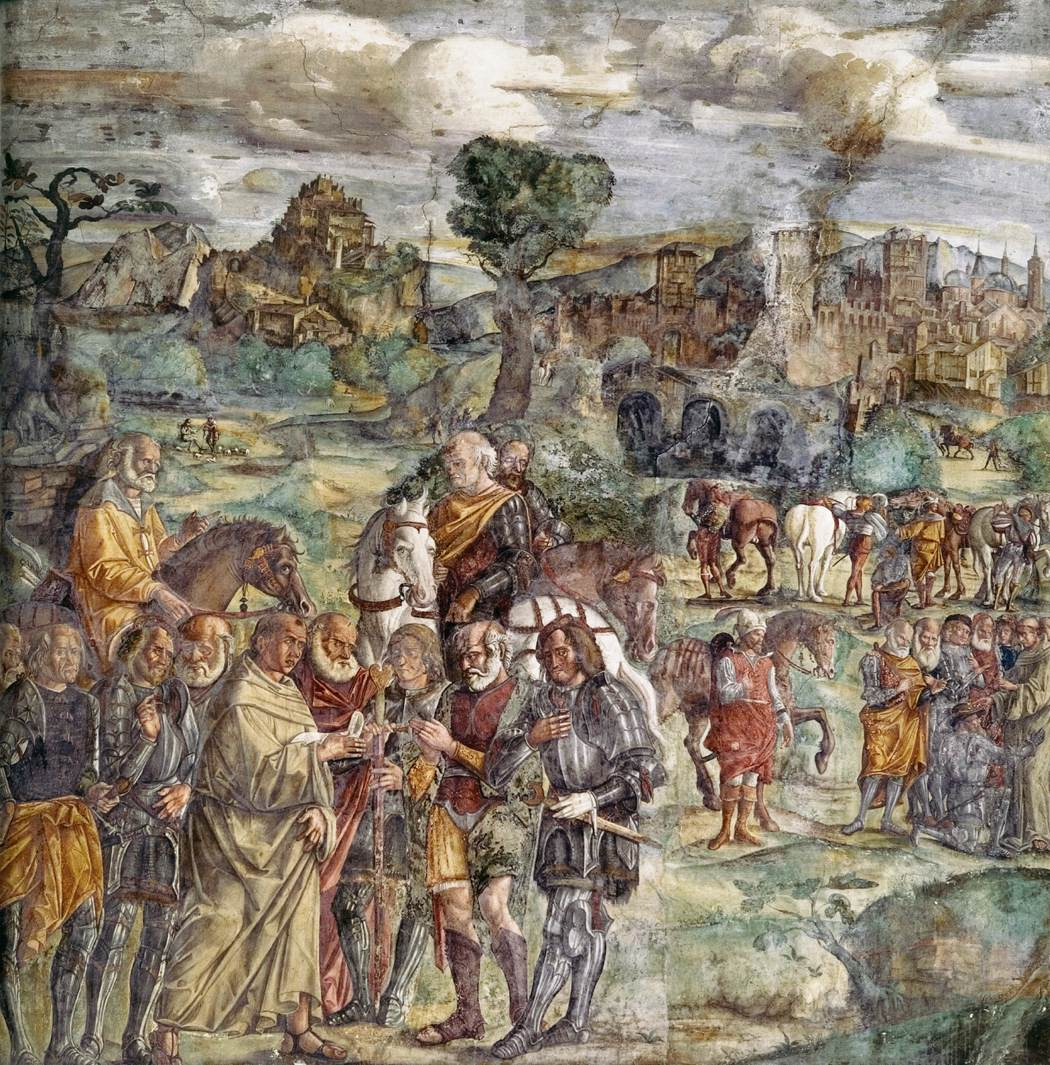
Giovanni Antonio Requesta, connu sous le nom de il Corona, Saint Antoine face au tyran Ezzelino à Vérone, Sala Capitolare, Scuola del Santo, Padoue.
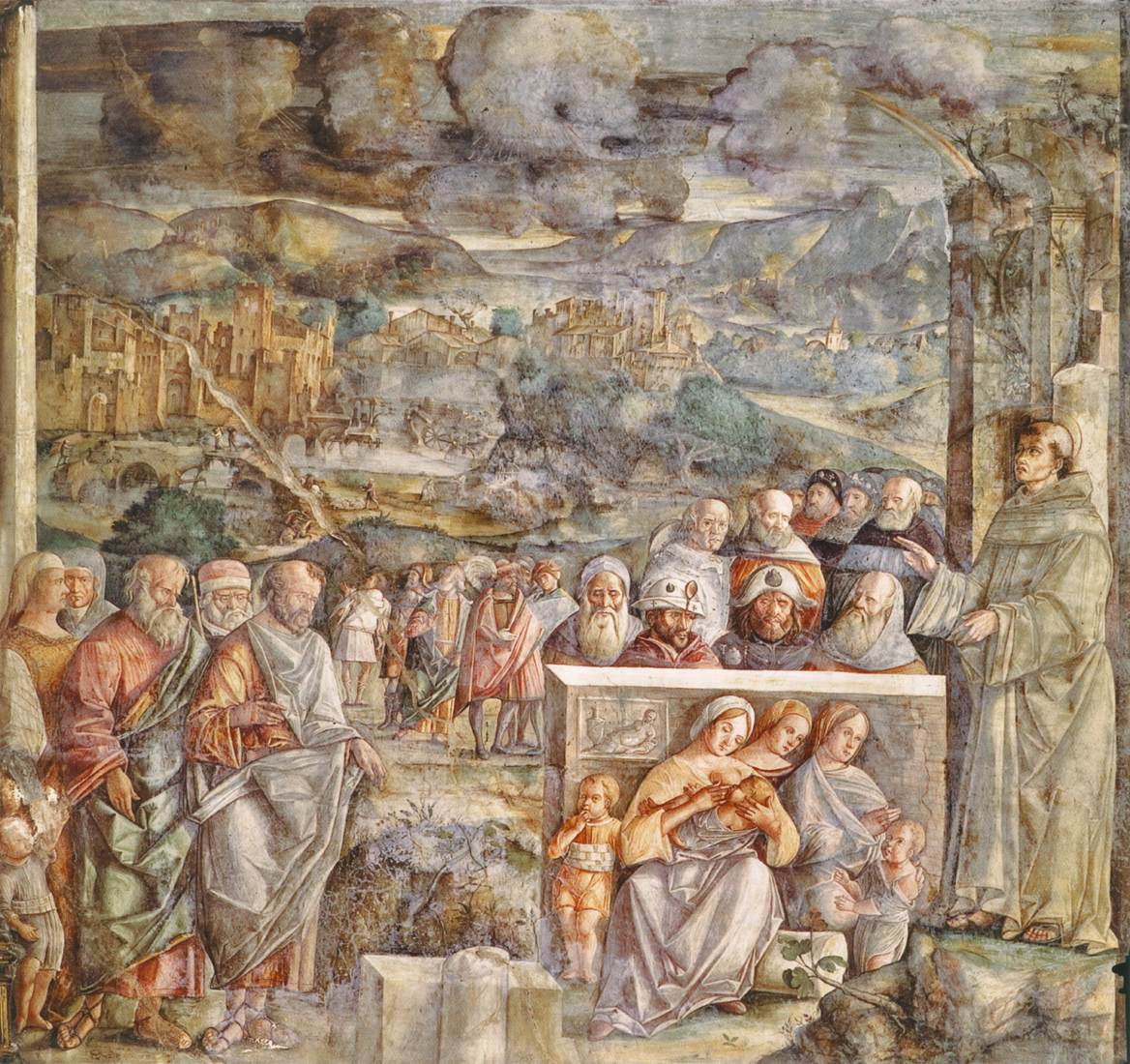
Giovanni Antonio Requesta, Saint Antoine arrivant à Padoue où il a apporté la paix entre les citoyens avec la force et la douceur de sa prédication, Sala Capitolare, Scuola del Santo, Padoue.